# Kuressaare
Kuressaare (německy a švédsky Arensburg) je město na estonském ostrově Saaremaa na pobřeží Rižského zálivu. Je hlavním městem kraje Saaremaa a zároveň největším sídlem v rámci samosprávné obce Saaremaa.

## Dějiny

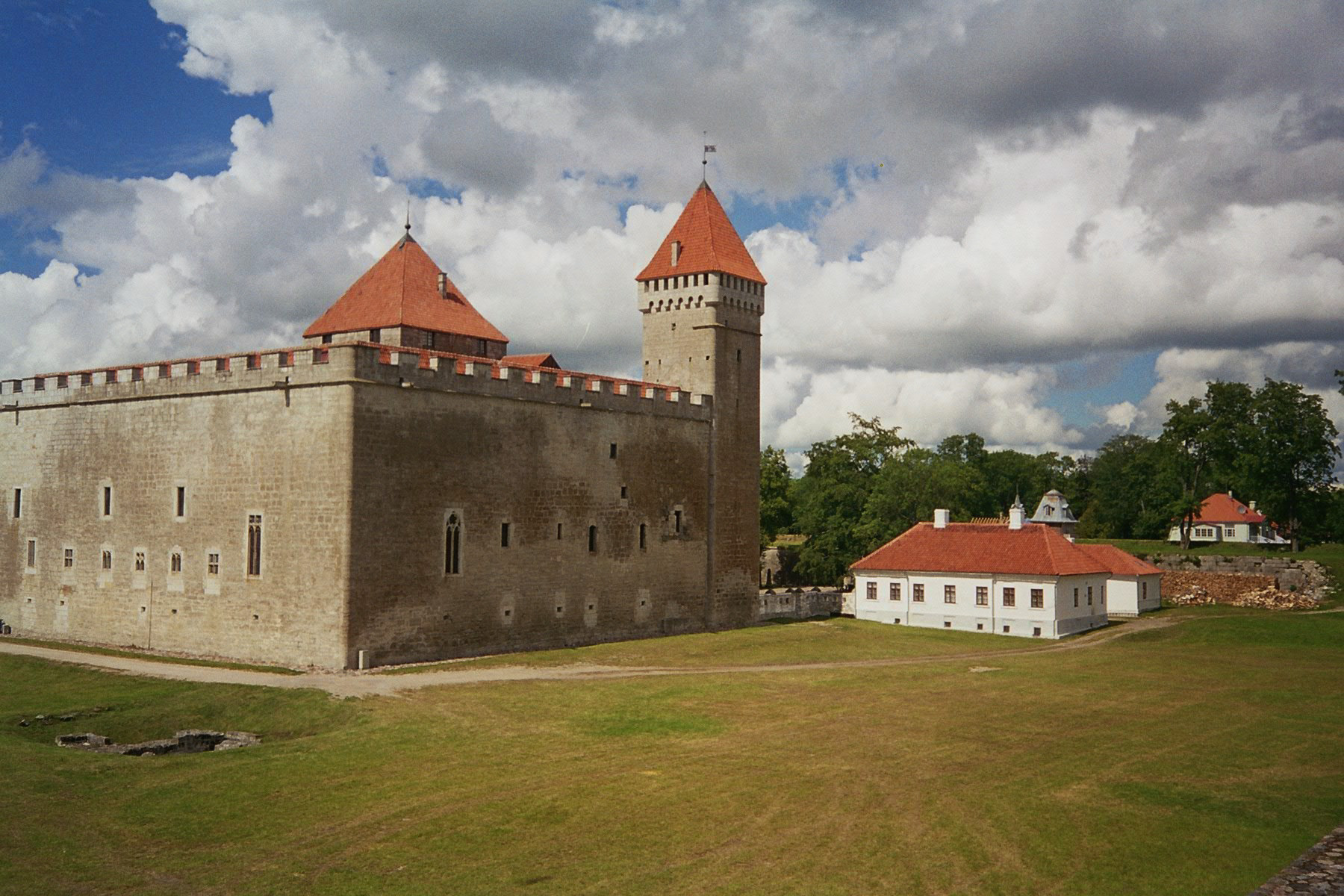
Kuressaarský hrad

Kuressaare vzniklo v podhradí biskupského hradu prvně písemně zmíněného roku 1381. V roce 1559 biskupství Ösel-Wiek prodalo město Dánsku. Krátce poté (1563) získalo Kuressare městská práva po vzoru Rigy. Smlouvou z Brömsebro přešlo město roku 1645 pod švédskou nadvládu. Během severní války město v roce 1710 vyplenila armáda carského Ruska. Po podpisu Nystadské smlouvy připadlo Kuressaare roku 1721 Rusku.
V 18. století se město stalo oblíbeným lázeňským letoviskem. V letech 1952–1988 neslo město název Kingissepa po místním rodákovi, komunistovi Viktoru Kingisseppovi (neplést s ruským městem Kingisepp). Roku 1990 se Kuressaare stalo prvním estonským městem, které získalo samosprávný status.

## Cestovní ruch

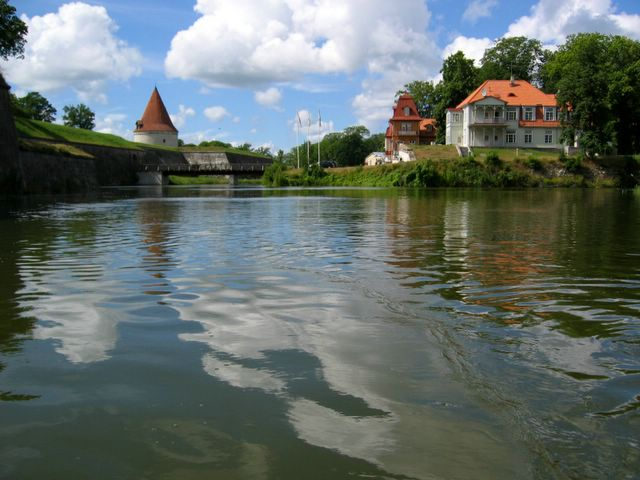
Příkop a barokní opevnění hradu

V současnosti je Kuressaare vyhledávaným lázeňským městem s velmi příjemnou atmosférou. Léčivé účinky místního mořského bahna jsou známy více než 160 let. Nachází se zde řada sanatorií poskytujících profesionální péči. Jejich návštěvníci jsou zejména Finové a Estonci. V blízkosti města se nachází i golfové hřiště Saare Golf.
Nejvýznamnější památkou je biskupský hrad původně ze 13. století, později několikrát přestavovaný. Centrální čtvercová budova je obklopena rozsáhlým vodním příkopem a poměrně zachovalým barokním opevněním. Kolem hradu se nachází rozsáhlý park, založený v 19. století. Dnes v hradu sídlí krajské muzeum. Za zmínku stojí též barokní budovy městské radnice a váhy ze 17. století stojící na centrálním náměstí. Kulturní památkou je také kostel svatého Vavřince.

## Slavní rodáci
- Richard Maack (1825–1886), přírodovědec
- Eugen Dücker (1841–1916), romantický malíř
- Louis Kahn (1901–1974), estonsko-americký architekt
- Voldemar Väli (1903–1997), olympijský medailista
- Bernd Freytag von Loringhoven (1914–2007), vedoucí spolkové branné moci
- Ivar Karl Ugi (1930–2005), chemik

## Partnerská města
- Ekenäs, Finsko, 1988
- Kuurne, Belgie, 1998
- Mariehamn, Alandy, Finsko, 1991
- Rønne, Dánsko, 1991
- Skövde, Švédsko, 1993
- Talsi, Lotyšsko, 1998
- Turku, Finsko, 1996
- Vammala, Finsko, 1994